# Invasão italiana da Albânia
A invasão italiana da Albânia (7 de abril — 12 de abril de 1939) foi uma breve campanha militar do Reino da Itália contra o Reino da Albânia. O conflito foi resultado das políticas imperialistas do ditador italiano Benito Mussolini. A Albânia foi rapidamente invadida, seu governante, o Rei Zog I, forçado ao exílio, e o país fez parte do Império Italiano como um reino independente em união pessoal com a coroa italiana.

## Antecedentes
A Albânia teve por muito tempo uma grande importância estratégica para o Reino da Itália. Os estrategistas navais italianos cobiçavam o porto de Vlorë e a ilha de Sazan na entrada para a Baía de Vlorë, pois daria a Itália o controle da entrada para o Mar Adriático. Além disso, a Albânia poderia proporcionar a Itália uma cabeça de ponte nos Bálcãs. Antes da Primeira Guerra Mundial, a Itália e a Áustria-Hungria foram fundamentais para a criação de um Estado albanês independente. Com a eclosão da guerra, a Itália tinha aproveitado a oportunidade para ocupar a metade sul da Albânia, para evitar que fosse capturada pelos austro-húngaros. Esse sucesso não durou muito tempo visto que a resistência albanesa durante a posterior Guerra de Vlora e problemas domésticos pós-guerra forçaram a Itália a retirar-se em 1920. A vontade de compensar esse fracasso embaraçoso seria um dos principais motivos de Mussolini para invadir a Albânia.
Quando Mussolini tomou o poder na Itália, ele voltou-se com renovado interesse para a Albânia. A Itália começou a penetração na economia albanesa em 1925, quando a Albânia concordou em permitir que a Itália explorasse seus recursos minerais. Isso foi seguido pelo Primeiro Tratado de Tirana em 1926 e pelo Segundo Tratado de Tirana em 1927, segundo o qual a Itália e a Albânia celebravam uma aliança defensiva. O governo e a economia albanesa foram subsidiados por empréstimos italianos, o exército albanês foi treinado por instrutores militares italianos e o assentamento colonial italiano foi incentivado. Apesar da forte influência italiana, o Rei Zog I se recusou a ceder completamente à pressão italiana. Em 1931, ele abertamente confrontou os italianos, recusando-se a renovar o Tratado de Tirana de 1926. Após a Albânia assinar acordos comerciais com a Iugoslávia e a Grécia em 1934, Mussolini fez uma tentativa fracassada de intimidar os albaneses enviando uma frota de navios de guerra para a Albânia.
Enquanto a Alemanha nazista anexava a Áustria e movia-se contra a Tchecoslováquia, a Itália viu-se tornando o menor membro do Pacto de Aço. O nascimento iminente de uma criança real albanesa, entretanto, prenunciava dar a Zog uma dinastia duradoura. Depois que Hitler invadiu a Tchecoslováquia (15 de março de 1939) sem notificar antecipadamente Mussolini, o ditador italiano decidiu avançar com sua própria anexação da Albânia. O rei da Itália Vítor Emanuel III criticou o plano para tomar a Albânia como um risco desnecessário. Roma, porém, entregou a Tirana um ultimato em 25 de março de 1939, exigindo que 	
consentisse à ocupação da Albânia pela Itália. Zog se recusou a aceitar dinheiro em troca de apoio a uma aquisição italiana completa e colonização da Albânia.
O governo albanês tentou manter em segredo a notícia do ultimato italiano. Enquanto que, a Rádio Tirana insistentemente transmitia que nada estava acontecendo, as pessoas começaram a suspeitar e a notícia do ultimato italiano se difundiu a partir de fontes não oficiais. Em 5 de abril, o filho do rei nasceu e a notícia foi anunciada por canhões. A população alarmada estava se agrupando pelas ruas, mas a notícia do príncipe recém-nascido os acalmou. As pessoas suspeitavam que algo estava acontecendo, levando a uma manifestação anti-italiana em Tirana no mesmo dia. Em 6 de abril, houve várias manifestações nas principais cidades da Albânia. Naquela mesma tarde, 100 aviões italianos sobrevoaram Tirana, Durrës e Vlorë deixando cair panfletos que instruíram as pessoas a submeter-se a ocupação italiana. O povo estava enfurecido por esta demonstração de força e apelou ao governo que resistisse e também para libertação dos albaneses presos como "comunistas". A multidão gritou: "Dê-nos armas! Estamos a ser vendido para fora! Estamos sendo traídos!". Enquanto uma mobilização de reservas foi chamada, muitos oficiais de alta patente deixaram o país. Além disso, o governo estava desaparecendo. O ministro do Interior, Musa Juka, deixou o país para a Iugoslávia no mesmo dia. Enquanto que o Rei Zog transmitia à nação que iria resistir à ocupação italiana, a população sentia que estava sendo abandonada pelo seu governo.

## Invasão
Os planos italianos originais para a invasão consideravam até 50.000 homens apoiados por 137 unidades navais e 400 aviões. Em última instância, a força de invasão cresceu para 100 000 homens apoiados por 600 aviões, embora apenas 22 000 homens tenham tomado parte da força de ataque italiana. Em 7 de abril, as tropas de Mussolini, lideradas pelo general Alfredo Guzzoni, invadiram a Albânia, atacando todos os portos albaneses simultaneamente. Foram 65 unidades em Saranda, 40 em Vlorë, 38 em Durrës, 28 em Shëngjin e mais 8 em Bishti i Pallës.
Por outro lado, o exército albanês regular possuía 15.000 soldados mal equipados que foram instruídos por oficiais italianos. O plano do Rei Zog era montar uma resistência nas montanhas, deixando os portos e as principais cidades sem defesa, mas os agentes italianos colocados na Albânia como instrutores militares sabotaram este plano. Os albaneses descobriram que as peças de artilharia haviam sido desativadas e não havia munição. Como consequência, a principal resistência foi oferecida por gendarmes e pequenos grupos de patriotas.
Em Durrës, uma força de apenas 360 albaneses, a maioria gendarmes e moradores da cidade, liderados por Abaz Kupi, o comandante da gendarmaria em Durrës e Mujo Ulqinaku, um oficial naval, tentaram deter o avanço italiano. Equipados apenas com armas de pequeno porte e três metralhadoras, conseguiram manter os italianos na baía por várias horas até que um grande número de pequenos tanques desembarcaram dos navios italianos. Depois disso, a resistência diminuiu e dentro de cinco horas a Itália capturou a cidade.
Às 13:30 do primeiro dia, todos os portos albaneses estavam em mãos italianas. No mesmo dia o Rei Zog, sua esposa, a rainha Geraldine Apponyi, e seu filho infante Leka fugiram para a Grécia, levando consigo parte das reservas de ouro do Banco Central da Albânia. Ao tomar conhecimento dos fatos, uma multidão enfurecida atacou os presídios, libertou os prisioneiros e saqueou a residência do rei. Às 9:30 da manhã do dia 8 de abril, as tropas italianas entraram em Tirana e rapidamente capturaram todos os edifícios governamentais. As colunas italianas, em seguida, marcharam na direção de Shkodër, Fier e Elbasan. Shkodër se rendeu à noite, após 12 horas de combates. No entanto, dois oficiais da guarnição no castelo de Rozafa se recusaram a obedecer a ordem de cessar-fogo e continuaram a lutar até ficarem sem munição. As tropas italianas prestaram deferência às tropas albanesas em Shkodër que detiveram seu avanço por um dia inteiro. Durante o avanço italiano em Shkodër, a multidão cercou a prisão e libertou cerca de 200 prisioneiros.
O número de vítimas nestas batalhas é contestado. Por exemplo, as forças militares italianas sustentaram que, em Durrës, 25 italianos foram mortos e 97 feridos e 160 albaneses morreram e várias centenas ficaram feridos, enquanto que os habitantes da cidade de Durrës declararam que cerca de 400 italianos tinham sido mortos. Para encobrir suas perdas, os italianos levavam imediatamente para longe os corpos e limparam o porto e as ruas de Durrës.
Em 12 de abril, o parlamento albanês votou para depor Zog e unir a nação com a Itália "em união pessoal", oferecendo a coroa albanesa para Victor Emmanuel III. O parlamento elegeu o maior latifundiário da Albânia, Shefqet Bej Verlaci, como primeiro-ministro. Verlaci também serviu como chefe de Estado, durante cinco dias até Victor Emmanuel III aceitar formalmente a coroa albanesa em uma cerimônia no Palácio do Quirinal, em Roma. Victor Emmanuel III nomeou Francesco Jacomoni di San Savino, um ex-embaixador na Albânia, para representá-lo na Albânia como "Tenente-General do Rei" (efetivamente um vice-rei).

## Consequências

Reino da Itália
Reino da Albânia

Bandeira da Albânia, durante o domínio italiano.

Em 15 de abril de 1939, a Albânia retirou-se da Liga das Nações, da qual a Itália havia resignado em 1937. Em 3 de junho de 1939, o Ministério das Relações Exteriores albanês foi incorporado ao Ministério das Relações Exteriores italiano, e o chanceler albanês, Xhemil Dino, recebeu o posto de embaixador italiano. Após a captura da Albânia, ditador italiano Benito Mussolini declarou a criação oficial do Império Italiano e o rei Victor Emmanuel III foi coroado Rei dos Albaneses, além de seu título de Imperador da Etiópia, que havia sido ocupada, três anos antes. As forças armadas albanesas foram colocadas sob comando italiano e formalmente incorporadas ao exército italiano em 1940. Além disso, os camisas negras italianos formaram quatro legiões da milícia albanesa, inicialmente recrutados dos colonos italianos que viviam na Albânia, mas depois da etnia albanesa.
A Albânia seguiu a Itália na guerra contra a Grã-Bretanha e a França em 10 de junho de 1940. A Albânia serviu de base para a invasão italiana da Grécia em outubro de 1940, e as tropas albanesas participaram da campanha grega, mas maciçamente abandonaram a linha de frente. As áreas do sul do país (incluindo as cidades de Gjirokastër e Korçë) foram temporariamente ocupadas pelo exército grego durante a campanha, mas a Itália saiu vitoriosa depois que a Grécia capitulou aos alemães em abril de 1941. A Albânia foi ampliada em maio de 1941 pela anexação do Kosovo e partes de Montenegro e Banovina de Vardar, indo muito longe no sentido da realização das reivindicações nacionalistas para uma "Grande Albânia". Uma parte da costa ocidental do Epiro chamada Chameria também foi anexada, e colocada sob um alto comissário albanês, que exercia o controle nominal sobre o território. Quando a Itália abandonou o Eixo em setembro de 1943, as tropas alemãs imediatamente ocuparam a Albânia depois de uma breve campanha, com resistência relativamente forte.
Durante a Segunda Guerra Mundial, os partisans albaneses, incluindo alguns raros grupos nacionalistas albaneses, lutaram contra os italianos (depois do outono de 1942) e, posteriormente, contra os alemães. Em outubro de 1944, os alemães se retiraram do sul dos Bálcãs, em resposta às derrotas militares pelo Exército Vermelho, o colapso da Romênia e a queda iminente da Bulgária.  Depois que os alemães saíram devido ao rápido avanço das forças comunistas albanesas, os partisans albaneses esmagaram a resistência nacionalista e o líder do Partido Comunista da Albânia, Enver Hoxha, tornou-se o presidente do país.